# Spinidrupa
Spinidrupa is een geslacht van weekdieren uit de klasse van de Gastropoda (slakken).

## Soorten
- Spinidrupa euracantha (A. Adams, 1853)
- Spinidrupa infans (E. A. Smith, 1884)